# Beaver (Oklahoma)
Beaver ist eine US-amerikanische Kleinstadt im Bundesstaat Oklahoma und der County Seat des Beaver County im Oklahoma Panhandle. Das U.S. Census Bureau hat bei der Volkszählung 2020 eine Einwohnerzahl von 1.280 ermittelt.
Die Gemeinde ist Gastgeber der jährlichen World Cow Chip Throwing Championship (Weltmeisterschaft im Kuhdungweitwurf), die im April stattfindet und mit einer Parade, Karneval und Kuhdungweitwurf die Aufmerksamkeit der umliegenden Städte auf sich zieht.

## Geschichte
Beaver liegt am Beaver River, auch bekannt als North Canadian River, und begann als Standort eines Pelzhandelspostens im Jahr 1879. Der ursprüngliche Name war Beaver City, und war geplant, die Hauptstadt des kurzlebigen Cimarron Territory zu werden. Die Bundesregierung erkannte das geplante Territorium nie an, aber Beaver City blieb das Geschäfts- und Gesetzeszentrum für das Gebiet. 1890 wurde das Territorium dem Oklahoma-Territorium zugeordnet und Beaver City wurde zum Sitz für den gesamten Oklahoma Panhandle, der damals als Seventh County bekannt war.
Beaver begann als Haltestelle am Jones and Plummer Trail. Im Jahr 1880 baute Jim Lane ein Haus auf der Südseite des Beaver Creek, das auch als Gemischtwarenladen, Saloon, Hotel und Restaurant diente. Beaver wuchs langsam entlang der Ufer des Beaver Creek. Das erste Postamt wurde 1883 auf der Nordseite des Flusses eingerichtet. Im Jahr 1884 verlegte Lane das Postamt in seinen Laden und wurde Postmeister. Die presbyterianische Kirche wurde 1887 erbaut. Sie ist im National Register of Historic Places als "die älteste Kirche im Oklahoma Territory" aufgeführt. Das Groves Hotel (später umbenannt in Thompson Hotel) soll das erste Geschäft in der Stadt gewesen sein, als es 1885 gebaut wurde. Im Jahr 1891 eröffnete Carter Tracy einen allgemeinen Eisenwaren- und Geräteladen. Die erste Zeitung, der Territorial Advocate, begann 1887 zu drucken.

## Demografie
Nach einer Schätzung von 2019 leben in Beaver 1399 Menschen. Die Bevölkerung teilte sich im selben Jahr auf in 57,2 % nicht-hispanische Weiße, 1,4 % Afroamerikaner, 1,1 % amerikanische Ureinwohner und 1,7 % mit zwei oder mehr Ethnizitäten. Hispanics oder Latinos machten 39,3 % der Bevölkerung aus. Das mittlere Haushaltseinkommen lag bei 44.158 US-Dollar und die Armutsquote bei 14,4 %.